# مامادو سيساكو
مامادو سيساكو (بالفرنسية: Mamadou Sissako)‏ (20 أبريل 1996 بفيلبانت في فرنسا - ) هو لاعب كرة قدم فرنسي في مركز الهجوم.

## وصلات خارجية
- مامادو سيساكو على موقع رابطة كرة القدم الفرنسية للمحترفين (الإنجليزية)
- مامادو سيساكو على موقع قاعدة بيانات كرة القدم.إي يو (الإنجليزية)
- مامادو سيساكو على موقع ليكيب (الفرنسية)
- مامادو سيساكو على موقع Soccerway.com (الإنجليزية)